# Centre national d'études spatiales

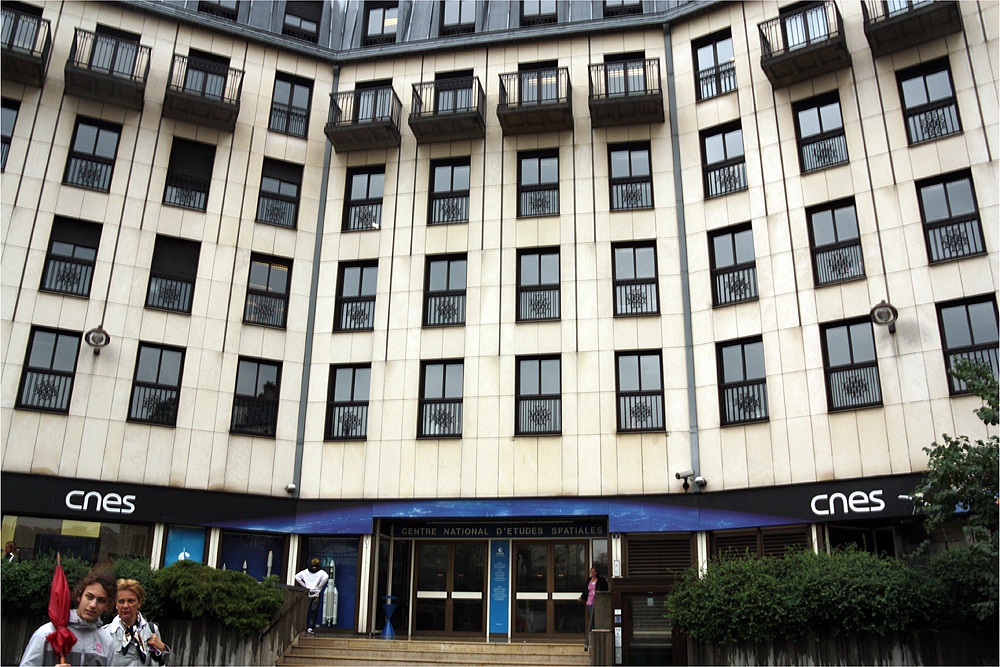
Gebouw van de CNES

Het Centre national d'études spatiales (CNES) is de Franse ruimtevaartorganisatie. De organisatie werd in 1961 opgericht, op initiatief van Charles de Gaulle. CNES valt onder de verantwoordelijkheid van zowel het Franse ministerie voor  Wetenschappelijk Onderzoek alsook het Franse ministerie van Defensie. 
CNES speelt een belangrijke rol in de ESA en bij het Centre Spatial Guyanais in Kourou, de lanceerbasis voor de Ariane-raketten. CNES is betrokken geweest bij de ontwikkeling van de SPOT-observatiesatellieten. De beelden van deze satellieten worden op de commerciële markt verkocht door Spot Image, een gedeeltelijke dochtermaatschappij van CNES. CNES is verder betrokken bij wetenschappelijke projecten, zoals CoRoT.
De begroting van CNES bedraagt circa 1,7 miljard euro op jaarbasis. De belangrijkste vestiging van CNES is in Toulouse, het Centre Spatial de Toulouse. Het hoofdkantoor is gevestigd in Parijs.